# هشت درجه زیر صفر
هشت درجه زیر صفر (به انگلیسی: Eight Below) فیلمی است محصول سال ۲۰۰۶ و به کارگردانی فرانک مارشال است. در این فیلم بازیگرانی همچون پل واکر، بروس گرین وود، مون بلودگود، جیسن بیگز، آوگوست شلنبرگ و وندی کروسون ایفای نقش کرده‌اند.

## خلاصه داستان
در سال ۱۹۹۳، جری شپارد(پل واکر) راهنمای یک پایگاه تحقیقاتی قطب جنوب است او با بنیاد ملی علوم قرارداد دارد. استاد دانشگاه UCLA دکتر دیویس مک کلارن می‌خواهد تا شهاب سنگ نادر از عطارد را پیدا کند. به دلیل شرایط خطرناک یخ، وسایل نقلیه ای که به کوه می‌روند احتمالاً برای حرکت بر روی یخ بسیار سنگین هستند. شپارد تصمیم می‌گیرد که تنها راه رسیدن به کوه ملبورن توسط سورتمه سگ باشد.
شپارد و مک کلارن خود را به کوه ملبورن رسانده‌اند، اما به دلیل نزدیک شدن طوفان شدید آنها به اردوگاه بر می‌گردند. مک کلارن برای زمان بیشتری التماس می‌کند و شپارد به او نیمی از روز فرصت می‌دهد که زمان کافی برای یافتن قطعه ای از شهاب سنگ است. در بازگشت به پایگاه، مک کلارن با ریزش یک خاکریز، پایش شکست و در آب منجمد افتاد. شپارد از سگ سربی رنگ به نام مایا برای حمل طناب به مک کلارن استفاده می‌کند و او را بیرون می‌کشد. پس از آن کل خدمه انسانی از محل خارج می‌شوند، در حالی که سگها را جا می‌گذارند. شپارد سگ‌ها را محکم می‌کند تا اطمینان حاصل کند که آنها نمی‌توانند فرار کنند. اما به دلیل شرایط سخت آب و هوایی، تا بهار سال آینده نمی‌توان هیچ امداد و جستجویی را آغاز کرد و احتمالاً تا آن زمان سگها مرده‌اند.
پس از بازگشت به خانه شپارد سعی می‌کند هواپیمایی را برای بازگشت و نجات سگها فراهم کند، اما هیچ‌کس حاضر نیست بودجه سفر پر خطر را تأمین کند. پنج ماه بعد، شپارد آخرین تلاش برای بازگشت را انجام می‌دهد. مک کلارن به ناسپاسی خود پی می‌برد و احساس گناه می‌کند و از پول باقیمانده کمک مالی خود برای تأمین مالی یک مأموریت نجات استفاده می‌کند. شپارد اذعان می‌کند که تقریباً هیچ شانسی برای زنده ماندن هیچ‌یک از سگ‌ها وجود ندارد، اما او به تیم خود مدیون است که به جای آنها بازگردد.
اما هشت سگ سورتمه در شرایط انجماد منتظر بازگشت شپرد هستند. بعد از دو هفته بدون غذا خوردن ناگهان، غلافی که سگ‌ها رابسته آزاد می‌شود، و باعث می‌شود سگها آزاد شوند.
سگ‌ها پس از نزدیک به دو ماه تنهایی، همچنان که قدرت خود را حفظ کرده‌اند یک شب زیر چراغ‌های جنوب در دامنه ای استراحت می‌کنند. می‌دوند و بازی می‌کنند تا جایی که یکی از سگها می‌لغزد و از یک شیب به پایین می‌افتد تیم به طرف او می‌روند و درکنار او می‌خوابد. صبح متوجه می‌شوند که آن سگ درگذشته. یکی از سگ‌ها به نام ماکس تمایلی به ترک او ندارد، در حالی که دیگران سر به سر می‌گذارند، لحظه ای عقب می‌ماند و تا زمانی که ماکس به سمت آنها حرکت می‌کند، آنها را از دست داده‌است.
شش ماه بعد شپارد به نیوزیلند می‌رود تا قایقی پیدا کند که او را به قطب جنوب برساند. در یک بار او دوباره دوستانش و گروه تحقیقاتی که قبلاً با هم به قطب سفر کرده بودند را می‌بیند که برای کمک به او جمع شده‌اند. آنها پس از رسیدن به پایگاه خود، از یافتن جسد یکی از سگ‌ها به اسم اولد جک که هنوز به زنجیر متصل است و پس از اینکه هیچ نشانی از سگهای دیگر نمی‌بینند احساس ناامیدی می‌کنند. تا اینکه شپارد صدای پارس را می‌شنود و مکس را می‌بیند و در کمال تعجب تعداد زیادی از سگ‌ها هنوز زنده هستند.